# Damsingel i bordtennis vid olympiska sommarspelen 2016
Damsingel i bordtennis vid olympiska sommarspelen 2016 spelades mellan 6 och 10 augusti i arenan Riocentro. Grenen avgjordes som en vanlig utslagstävling där spelarna gick in i olika skeden beroende på ranking. De 16 bäst rankade gick in i tredje omgången.

## Medaljörer
| Event  | Guld            | Silver           | Brons            |
| Singel | Ding Ning (CHN) | Li Xiaoxia (CHN) | Kim Song-i (PRK) |

## Program[4]
Lokal tid, UTC-3
| 6 augusti 2016 - 09:00 Kvalomgång - 11:15 Omgång 1 7 augusti 2016 - 09:00 Omgång 2 8 augusti 2016 - 10:00 Omgång 3 - 17:00 Omgång 4 | 9 augusti 2016 - 16:00 Kvartsfinaler 10 augusti 2016 - 10:00 Semifinaler - 20:30 Bronsmatch - 21:30 Final |

## Resultat

### Kvalomgång[5]
| Spelare                  | Resultat | Spelare                |
| ------------------------ | -------- | ---------------------- |
| Olufunke Oshonaike (NGR) | 4 – 3    | Mariana Sahakian (LIB) |
| Dina Meshref (EGY)       | 4 – 0    | Safa Saidani (TUN)     |
| Yadira Silva (MEX)       | 4 – 0    | Heba Allejji (SYR)     |

| Spelare                 | Resultat | Spelare              |
| ----------------------- | -------- | -------------------- |
| Offiong Edem (NGR)      | 4 – 0    | Sally Yee (FIJ)      |
| Han Xing (CGO)          | 4 – 0    | Ian Lariba (PHI)     |
| Caroline Kumahara (BRA) | 4 – 2    | Melissa Tapper (AUS) |

### Omgång 1[6]
| Spelare                    | Resultat | Spelare                  |
| -------------------------- | -------- | ------------------------ |
| Galia Dvorak (ESP)         | 2 – 4    | Lin Gui (BRA)            |
| Hana Matelová (CZE)        | 3 – 4    | Zhang Mo (CAN)           |
| Adriana Diaz (PUR)         | 4 – 2    | Olufunke Oshonaike (NGR) |
| Nanthana Komwong (THA)     | 4 – 1    | Dina Meshref (EGY)       |
| Eva Ódorová (SVK)          | 1 – 4    | Jennifer Wu (USA)        |
| Maria Dolgikh (RUS)        | 3 – 4    | Jian Fang Lay (AUS)      |
| Aleksandra Privalova (BLR) | 4 – 3    | Neda Shahsavari (IRI)    |
| Katarzyna Grzybowska (POL) | 4 – 2    | Manika Batra (IND)       |

| Spelare                    | Resultat | Spelare                  |
| -------------------------- | -------- | ------------------------ |
| Barbora Balážová (SVK)     | 4 – 0    | Yadira Silva (MEX)       |
| Iveta Vacenovská (CZE)     | 4 – 0    | Lady Ruano (COL)         |
| Lily Zhang (USA)           | 4 – 0    | Gremlis Arvelo (VEN)     |
| Viktoryja Paŭlovit (BLR)   | 4 – 1    | Offiong Edem (NGR)       |
| Daniela Dodean (ROU)       | 4 – 0    | Mouma Das (IND)          |
| Petra Lovas (HUN)          | 4 – 0    | Nadeen El-Dawlatly (EGY) |
| Suthasini Sawettabut (THA) | 4 – 3    | Han Xing (CGO)           |
| Ni Xialian (LUX)           | 4 – 3    | Caroline Kumahara (BRA)  |

### Omgång 2[6]
| Spelare                    | Resultat | Spelare             |
| -------------------------- | -------- | ------------------- |
| Elizabeta Samara (ROU)     | 4 – 0    | Lin Gui (BRA)       |
| Georgina Póta (HUN)        | 4 – 1    | Zhang Mo (CAN)      |
| Adriana Diaz (PUR)         | 0 – 4    | Li Xue (FRA)        |
| Nanthana Komwong (THA)     | 4 – 3    | Yu Fu (POR)         |
| Matilda Ekholm (SWE)       | 4 – 2    | Jennifer Wu (USA)   |
| Sofia Polcanova (AUT)      | 2 – 4    | Jian Fang Lay (AUS) |
| Aleksandra Privalova (BLR) | 2 – 4    | Chen Szu-yu (TPE)   |
| Katarzyna Grzybowska (POL) | 0 – 4    | Kim Song-i (PRK)    |

| Spelare                    | Resultat | Spelare                   |
| -------------------------- | -------- | ------------------------- |
| Barbora Balážová (SVK)     | 3 – 4    | Li Fen (SWE)              |
| Iveta Vacenovská (CZE)     | 0 – 4    | Tetyana Sorotjynska (UKR) |
| Lily Zhang (USA)           | 4 – 0    | Shao Jieni (POR)          |
| Viktoryja Paŭlovit (BLR)   | 4 – 2    | Polina Mikhailova (RUS)   |
| Daniela Dodean (ROU)       | 4 – 1    | Li Qian (POL)             |
| Petra Lovas (HUN)          | 1 – 4    | Ri Myong-sun (PRK)        |
| Suthasini Sawettabut (THA) | 2 – 4    | Li Jiao (NED)             |
| Ni Xialian (LUX)           | 4 – 3    | Shen Yanfei (ESP)         |

### Omgång 3[6]
| Spelare                | Resultat | Spelare             |
| ---------------------- | -------- | ------------------- |
| Elizabeta Samara (ROU) | 0 – 4    | Ding Ning (CHN)     |
| Georgina Póta (HUN)    | 2 – 4    | Doo Hoi Kem (HKG)   |
| Li Jie (NED)           | 3 – 4    | Li Xue (FRA)        |
| Nanthana Komwong (THA) | 0 – 4    | Han Ying (GER)      |
| Matilda Ekholm (SWE)   | 1 – 4    | Jeon Ji-hee (KOR)   |
| Yu Mengyu (SIN)        | 4 – 0    | Jian Fang Lay (AUS) |
| Melek Hu (TUR)         | 0 – 4    | Chen Szu-yu (TPE)   |
| Kasumi Ishikawa (JPN)  | 3 – 4    | Kim Song-i (PRK)    |

| Spelare                  | Resultat | Spelare                   |
| ------------------------ | -------- | ------------------------- |
| Li Xiaoxia (CHN)         | 4 – 0    | Li Fen (SWE)              |
| Lee Ho Ching (HKG)       | 4 – 1    | Tetyana Sorotjynska (UKR) |
| Lily Zhang (USA)         | 1 – 4    | Seo Hyo-won (KOR)         |
| Viktoryja Paŭlovit (BLR) | 3 – 4    | Cheng I-ching (TPE)       |
| Daniela Dodean (ROU)     | 0 – 4    | Ai Fukuhara (JPN)         |
| Petrissa Solja (GER)     | 0 – 4    | Ri Myong-sun (PRK)        |
| Liu Jia (AUT)            | 4 – 1    | Li Jiao (NED)             |
| Ni Xialian (LUX)         | 2 – 4    | Feng Tianwei (SIN)        |

### Omgång 4[7]
| Spelare           | Resultat | Spelare           |
| ----------------- | -------- | ----------------- |
| Doo Hoi Kem (HKG) | 0 – 4    | Ding Ning (CHN)   |
| Han Ying (GER)    | 4 – 1    | Li Xue (FRA)      |
| Yu Mengyu (SIN)   | 4 – 1    | Jeon Ji-hee (KOR) |
| Kim Song-i (PRK)  | 4 – 1    | Chen Szu-yu (TPE) |

| Spelare             | Resultat | Spelare            |
| ------------------- | -------- | ------------------ |
| Li Xiaoxia (CHN)    | 4 – 0    | Lee Ho Ching (HKG) |
| Cheng I-ching (TPE) | 4 – 3    | Seo Hyo-won (KOR)  |
| Ri Myong-sun (PRK)  | 0 – 4    | Ai Fukuhara (JPN)  |
| Liu Jia (AUT)       | 1 – 4    | Feng Tianwei (SIN) |

### Kvartsfinaler[7]
| Spelare         | Resultat | Spelare          |
| --------------- | -------- | ---------------- |
| Han Ying (GER)  | 0 – 4    | Ding Ning (CHN)  |
| Yu Mengyu (SIN) | 2 – 4    | Kim Song-i (PRK) |

| Spelare            | Resultat | Spelare             |
| ------------------ | -------- | ------------------- |
| Li Xiaoxia (CHN)   | 4 – 0    | Cheng I-ching (TPE) |
| Feng Tianwei (SIN) | 0 – 4    | Ai Fukuhara (JPN)   |

### Finalspel[7]
|  | Semifinaler       | Semifinaler      |   |                  | Final             | Final |  |
|  |                   |                  |   |                  |                   |       |  |
|  |                   |                  |   |                  |                   |       |  |
|  | Ding Ning (CHN)   | 4                |   |                  |                   |       |  |
|  | Kim Song-i (PRK)  | 1                |   |                  |                   |       |  |
|  |                   |                  |   |                  |                   |       |  |
|  |                   |                  |   |                  |                   |       |  |
|  |                   |                  |   |                  | Ding Ning (CHN)   | 4     |  |
|  |                   | Li Xiaoxia (CHN) | 3 |                  |                   |       |  |
|  |                   |                  |   |                  |                   |       |  |
|  |                   |                  |   |                  |                   |       |  |
|  |                   |                  |   |                  | Bronsmatch        |       |  |
|  |                   |                  |   |                  |                   |       |  |
|  | Li Xiaoxia (CHN)  | 4                |   | Kim Song-i (PRK) | 4                 |       |  |
|  | Ai Fukuhara (JPN) | 0                |   |                  | Ai Fukuhara (JPN) | 1     |  |